# Shorttrack op de Olympische Winterspelen 2010 - 1500 m mannen
De 1500 meter mannen tijdens de Olympische Winterspelen 2010 vond plaats op zaterdag 13 februari in het Pacific Coliseum. Titelverdediger was de Zuid-Koreaan Ahn Hyun-soo.

## Uitslagen

### Heats

#### Heat 1
| # | Naam             | Land | Tijd     | Bijz. |
| - | ---------------- | ---- | -------- | ----- |
| 1 | Olivier Jean     | CAN  | 2.14,279 | Q     |
| 2 | Lee Ho-suk       | KOR  | 2.14,324 | Q     |
| 3 | Liu Xianwei      | CHN  | 2.14,354 | Q     |
| 4 | Tyson Heung      | GER  | 2.14,461 |       |
| 5 | Blake Skjellerup | NZL  | 2.14,730 |       |
| 6 | Roeslan Zacharov | RUS  | 2.14,929 |       |

#### Heat 2
| # | Naam             | Land | Tijd     | Bijz. |
| - | ---------------- | ---- | -------- | ----- |
| 1 | Liang Wenhao     | CHN  | 2.16,152 | Q     |
| 2 | Charles Hamelin  | CAN  | 2.16,153 | Q     |
| 3 | Sebastian Praus  | GER  | 2.17,058 | Q     |
| 4 | Nicolas Bean     | ITA  | 2.17,089 |       |
| 5 | Jumpei Yoshizawa | JPN  | 2.30,701 | ADV   |
| - | Jordan Malone    | USA  |          | DSQ   |

#### Heat 3
| # | Naam            | Land | Tijd     | Bijz. |
| - | --------------- | ---- | -------- | ----- |
| 1 | Lee Jung-su     | KOR  | 2.12,380 | Q     |
| 2 | J. R. Celski    | USA  | 2.12,460 | Q     |
| 3 | Nicola Rodigari | ITA  | 2.12,609 | Q     |
| 4 | Benjamin Macé   | FRA  | 2.12,875 |       |
| 5 | Yuzo Takamido   | JPN  | 2.15,402 |       |
| 6 | Paul Herrmann   | GER  | 2.16,872 |       |

#### Heat 4
| # | Naam               | Land | Tijd     | Bijz. |
| - | ------------------ | ---- | -------- | ----- |
| 1 | Yuri Confortola    | ITA  | 2.14,584 | Q     |
| 2 | Sjinkie Knegt      | NED  | 2.14,862 | Q     |
| 3 | Jack Whelbourne    | GBR  | 2.14,972 | Q     |
| 4 | Semjon Jelistratov | RUS  | 2.15,455 |       |
| 5 | Viktor Knoch       | HUN  | 2.16,826 |       |
| 6 | Song Weilong       | CHN  | 2.20,095 |       |

#### Heat 5
| # | Naam                | Land | Tijd     | Bijz. |
| - | ------------------- | ---- | -------- | ----- |
| 1 | Apolo Anton Ohno    | USA  | 2.17,653 | Q     |
| 2 | Pieter Gysel        | BEL  | 2.18,560 | Q     |
| 3 | Peter Darazs        | HUN  | 2.18,827 | Q     |
| 4 | Jakub Jaworski      | POL  | 2.19,163 |       |
| 5 | Jean Charles Mattei | FRA  | 2.33,989 | ADV   |
| - | Guillaume Bastille  | CAN  |          | DSQ   |

#### Heat 6
| # | Naam               | Land | Tijd     | Bijz. |
| - | ------------------ | ---- | -------- | ----- |
| 1 | Sung Si-bak        | KOR  | 2.14,836 | Q     |
| 2 | Haralds Silovs     | LAT  | 2.14,900 | Q     |
| 3 | Takahiro Fujimoto  | JPN  | 2.16,155 | Q     |
| 4 | Anthony Douglas    | GBR  | 2.16,622 |       |
| 5 | Niels Kerstholt    | NED  | 2.46,222 | ADV   |
|   | Maxime Chataignier | FRA  |          | DSQ   |

### Halve finales

#### Heat 1
| # | Naam             | Land | Tijd     | Bijz. |
| - | ---------------- | ---- | -------- | ----- |
| 1 | Lee Jung-su      | KOR  | 2.10,949 | QA    |
| 2 | Apolo Anton Ohno | USA  | 2.11,072 | QA    |
| 3 | Charles Hamelin  | CAN  | 2.11,225 | QB    |
| 4 | Nicola Rodigari  | ITA  | 2.11,402 | QB    |
| 5 | Sjinkie Knegt    | NED  | 2.13,870 |       |
| 6 | Jumpei Yoshizawa | JPN  | 2.15,129 |       |
| 7 | Peter Darazs     | HUN  | 2.18,349 |       |

#### Heat 2
| # | Naam                | Land | Tijd     | Bijz. |
| - | ------------------- | ---- | -------- | ----- |
| 1 | Lee Ho-suk          | KOR  | 2.14,833 | QA    |
| 2 | Liang Wenhao        | CHN  | 2.15,453 | QA    |
| 3 | Sebastian Praus     | GER  | 2.16,240 | QB    |
| 4 | Pieter Gysel        | BEL  | 2.16,249 | QB    |
| 5 | Jack Whelbourne     | GBR  | 2.17,156 |       |
| 6 | Olivier Jean        | CAN  | 2.32,358 | ADV   |
| 7 | Jean Charles Mattei | FRA  | 2.36,291 |       |

#### Heat 3
| # | Naam              | Land | Tijd     | Bijz. |
| - | ----------------- | ---- | -------- | ----- |
| 1 | Sung Si-bak       | KOR  | 2.13,585 | QA    |
| 2 | J. R. Celski      | USA  | 2.13,606 | QA    |
| 3 | Yuri Confortola   | ITA  | 2.13,645 | QB    |
| 4 | Haralds Silovs    | LAT  | 2.14,009 | QB    |
| 5 | Liu Xianwei       | CHN  | 2.14,500 |       |
| 6 | Takahiro Fujimoto | JPN  | 2.15,984 |       |
| 7 | Niels Kerstholt   | NED  | 2.16,352 |       |

### Finale

#### A-Finale
| #      | Naam             | Land | Tijd     | Bijz. |
| ------ | ---------------- | ---- | -------- | ----- |
| Goud   | Lee Jung-su      | KOR  | 2.17,611 |       |
| Zilver | Apolo Anton Ohno | USA  | 2.17,976 |       |
| Brons  | J. R. Celski     | USA  | 2.18,053 |       |
| 4      | Olivier Jean     | CAN  | 2.18,806 |       |
| 5      | Sung Si-bak      | KOR  | 2.45,010 |       |
| 6      | Liang Wenhao     | CHN  | 2.48,192 |       |
| -      | Lee Ho-suk       | KOR  |          | DSQ   |

#### B-Finale
| #  | Naam            | Land | Tijd     | Bijz. |
| -- | --------------- | ---- | -------- | ----- |
| 7  | Charles Hamelin | CAN  | 2.18,243 |       |
| 8  | Nicola Rodigari | ITA  | 2.18,422 |       |
| 9  | Pieter Gysel    | BEL  | 2.18,773 |       |
| 10 | Haralds Silovs  | LAT  | 2.19,435 |       |
| 11 | Sebastian Praus | GER  | 2.20,374 |       |
| -  | Yuri Confortola | ITA  |          | DSQ   |